# Ludibrium
Ludibrium est un mot d'origine latine, qui fut traduit en français comme « une farce » par Paul Arnold dans son texte Histoire des Rose-Croix. Mais cette traduction est contestée par Frances Yates qui a suggéré que l'usage du mot par Johann Valentin Andreae est plus une conception de la comédie divine, une allégorie dramatique jouant dans le domaine politique pendant le tumulte qui a précédé la Guerre de Trente Ans en Allemagne.
Andreae écrivit les manifestes des Rose-Croix et Les Noces Chymiques de Christian Rosenkreutz. Ce sont des mises en scène - voir sa Peregrini in Patria errores (1618) où il a comparé le monde à un amphithéâtre où personne n'est vu sous son vrai jour.